# Apidium
Il genere Apidium ("piccolo toro", dato che i primi fossili vennero ritenuti appartenenti ad una specie di bovino) comprende almeno tre specie di primati estinti vissuti all'inizio dell'Oligocene, all'incirca da 36 a 32 milioni di anni fa.
I fossili di Apidium sono comuni nei depositi di Fayum in Egitto. I resti della specie più antica, Apidium moustafai, sono rari, mentre quelli della specie più recente, Apidium phiomense, sono relativamente più comuni.
Apidium e gli altri membri della famiglia dei Parapithecidae possiedono tutti i segni distintivi dei moderni Haplorrhini. Sono filogeneticamente correlati al gruppo asiatico eocenico delle Eosimiidae.

## Comportamento
Le specie di Apidium erano ben adattate alla vita in quelle che un tempo furono le foreste tropicali dell'Africa settentrionale. Vivevano sugli alberi dove pare si muovessero usando tre arti, in una combinazione di quadrupedalismo e balzi, in modo simile a quello usato oggi dalle scimmie-scoiattolo del genere Saimiri. Da accurati studi sul cranio si è dedotto che questi primati fossero frugivori e diurni, con vista acuta.
I maschi di Apidium erano più grandi delle femmine. Questo fatto - per comparazione con i primati viventi - suggerisce che probabilmente vivevano in gruppi, nei quali un ristretto numero di maschi avrebbero avuto il controllo di numerose femmine. I maschi avevano canini sviluppati.

## Nella cultura di massa
Apidium appare nella serie televisiva I predatori della preistoria nell'episodio "La balena killer domina i mari". Viene mostrato come una scimmia che vive tra le mangrovie, con una dieta a base di frutti. È stato ipotizzato che dovesse temere predatori come squali o coccodrilli, e persino il Basilosaurus.
Inizialmente sarebbe dovuto comparire ne l'era glaciale il disgelo ma successivamente fu scartato.